# فرانسیس ماگات
فرانسیس ماگات (انگلیسی: Francis Muguet؛ زاده ۳۰ آوریل ۱۹۵۵ درگذشته ۱۴ اکتبر ۲۰۰۹) یک شیمی‌دان اهل فرانسه بود. 